# Eugenia Burzio
Eugenia Burzio, née le 20 juin 1872 à Poirino près de Turin, et morte le 18 mai 1922 à Milan, est une soprano italienne.

## Biographie
Eugenia Burzio est née le 20 juin 1872 à Poirino près de Turin.
Elle apparait  pour la première fois en tant que violoniste, puis elle étudie le chant au Conservatoire de Milan, faisant ses débuts en 1899 à Turin dans Cavalleria rusticana. Spécialisée dans la nouvelle école du vérisme, elle chante en Italie, en Amérique du Sud et à Saint-Pétersbourg. Ses sorties hors d'Italie sont peu nombreuses, mais à Buenos Aires, son interprétation de Valentine dans Les Huguenots de Giacomo Meyerbeer est spectaculaire. Parmi ses nombreuses apparitions à La Scala, il y a des spectacles admirables dans Armide de C. W. Gluck et Norma de Vincenzo Bellini. Pendant un certain temps, elle est l'une des principales sopranos dramatiques en Italie, mais elle souffre d'une maladie nerveuse et d'une mauvaise santé. Elle fait sa dernière apparition en 1919 dans Marion Delorme d'Amilcare Ponchielli.
Elle est morte le 18 mai 1922 à Milan.